# Zweites Landamt Mosbach
Das Zweite Landamt Mosbach war eine von 1813 bis 1822 bestehende Verwaltungseinheit im Norden des Großherzogtums Baden.

## Geschichte

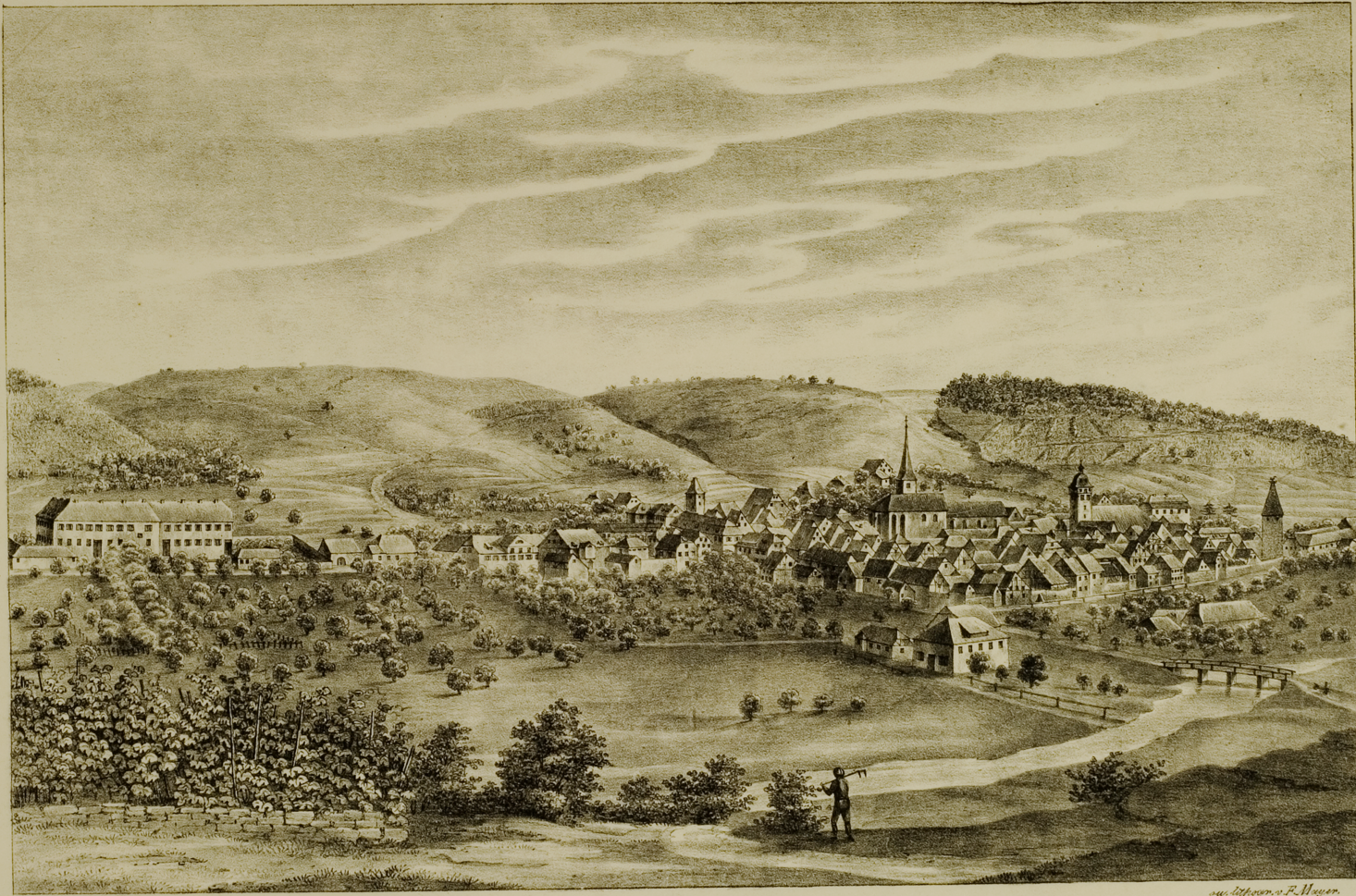
Mosbach um 1840

Bis zum Ende des Heiligen Römischen Reiches hatte das an der Elz wenige Kilometer vor deren Mündung in den Neckar gelegene Mosbach zur Kurpfalz gehört und war dort Mittelpunkt eines gleichnamigen Oberamts gewesen. Anschließend kam es zum Fürstentum Leiningen, bis dies in Umsetzung der Rheinbundakte von 1806 unter badische Landeshoheit geriet. Im Sommer 1807 richtete dessen Regierung im neu hinzugewonnenen Gebiet standesherrliche Ämter ein. die Ende desselben Jahres in zahlreiche kleinere Einheiten unterteilt wurden.
Anlässlich der Aufhebung der Patrimonialgerichtsbarkeit kam es im Sommer 1813 im Raum Mosbach zu einer Umstrukturierung. Die bestehenden Ämter wurden aufgelöst, ihre Ortschaften auf die neu gegründeten landesherrlichen Stadt- und Erstes Landamt Mosbach und Zweites Landamt Mosbach oder andere benachbarte Ämter aufgeteilt. Hier waren es drei vom Amt Mosbach, sechs vom Amt Neckarschwarzach, eine vom Amt Lohrbach sowie die Ämter Neudenau und Billigheim in Gänze. Von den zahlreichen separat genannten grundherrlichen Orten stammten fünf vom weiter bestehenden Bezirksamt Neckarbischofsheim, die übrigen von den oben genannten Ämtern. Im Rahmen der Verwaltungsgliederung Badens zählte das Amt innerhalb des Neckarkreises zum Kriminalamt Mosbach. 1822 wurden die beiden 1813 entstandenen Ämter zum Bezirksamt Mosbach vereinigt.

## Orte und Einwohnerzahlen 1814
1814 wird für das Amt von diesen Orten und Einwohnerzahlen berichtet:
- Aglasterhausen, mit der Weilermühle: 667
- Allfeld, mit zahlreichen Höfen: 649
- Asbach: 521
- Billigheim: 679, davon
  - Schmelzenhof: 34
  - Ziegelhütte: 7
- Breitenbronn: 225
- Daudenzell: 225
- Guttenbach, mit dem Minnebergerhof: 289
- Haßmersheim: 1.300
- Heinsheim: 861, davon
  - Hof Ehrenberg: 16
  - Kohl- und Zimmerhof: 140
- Herbolzheim: 492
- Hochhausen: 585
- Katzental: 341
- Kälbertshausen: 211
- Lobenbach: 32
- Mörtelstein: 239
- Mühlbach: 538
- Neckarkatzenbach: 148
- Neckarmühlbach: 208, davon
  - Schloss Guttenberg: 60
- Neckarzimmern: 557, davon
  - Schloss Hornberg: 17
  - Steinbach: 48
  - Stockbronn: 44
- Neudenau: 1.130, davon
  - Ziegelhütte: 12
  - Eisenhammer: 21
- Obrigheim, mit dem Kirchstetter Hof und Schloss Neuberg: 1. 034
- Prästeneck: 21
- Stein am Kocher: 840, davon
  - Buchhof 74
- Sulzbach: 774

## Spätere Entwicklung
In der Folgezeit blieb Mosbach durchgängig das Verwaltungszentrum auf überörtlicher Ebene. Dies galt auch für die Orte, die zwischen 1841 und 1849 zum Bezirksamt Neudenau umgesetzt waren. Sie kamen ebenfalls über das Bezirksamt 1939 zum Landkreis Mosbach. Seit der Kreisreform 1973 zählt die große Mehrzahl der Ortschaften zum Neckar-Odenwald-Kreis, der Rest zum Landkreis Heilbronn.